# Shingle Springs
Shingle Springs ist ein census-designated place (CDP) und liegt etwa acht Kilometer südlich von Placerville (Old Hangtown), der Stadt, die die Verwaltung für den Bezirk El Dorado County im US-Bundesstaat Kalifornien innehat. Shingle Springs ist Teil der Metropolregion Sacramento.

## Demografie
Das U.S. Census Bureau hat bei der Volkszählung 2020 eine Einwohnerzahl von 4.660 ermittelt.